# James E. Keirans
James Edward Keirans (geboren am 4. April 1935 in Worcester, Massachusetts; † 31. Mai 2023) war ein US-amerikanischer Arachnologe, Parasitologe und Hochschullehrer. Sein Fachgebiet waren hämatophage Gliederfüßer der Wirbeltiere, insbesondere Zecken, aber auch Tierläuse und Flöhe.
Keirans war von 1969 bis 2005 Kurator der Zeckensammlung des Rocky Mountain Laboratory, das während dieser Zeit in der United States National Tick Collection aufging und seit 1990 an der Georgia Southern University angesiedelt ist. Zudem war er Professor am Department of Biology der Georgia Southern University.

## Leben
James E. Keirans stammte aus Worcester im Bundesstaat Massachusetts. Von 1956 bis 1958 leistete er Militärdienst im U.S. Army Medical Service Corps. Anschließend studierte er an der Boston University, wo er 1960 zum Bachelor of Arts und 1963 zum Magister artium graduierte. 1966 erhielt er einen Ph.D. in Zoologie der University of New Hampshire. Seine Dissertation behandelte die Kieferläuse der Vögel Neuenglands. 1990 erhielt er einen Master of Arts in Liberal Studies der University of Maryland.
Im Anschluss an seine Promotion arbeitete Keirans für die Centers for Disease Control in Georgia. 1969 wurde er als Nachfolger von Glen M. Kohls Kurator der Zeckensammlung des Rocky Mountain Laboratory. 1983 wurde die Sammlung der Smithsonian Institution gestiftet. Dort bildete sie unter der Leitung von Keirans den Kern der United States National Tick Collection. 1990 wurde zwischen der Smithsonian Institution und der Georgia Southern University in Statesboro, Georgia ein Vertrag geschlossen, mit dem die United States National Tick Collection als Dauerleihgabe an das Institut für Gliedertiere und Parasitologie der Universität übergeben wurde. Keirans, der aus dem Haushalt der Universität bezahlt wurde, behielt die Position des Kurators bis zu seinem Eintritt in den Ruhestand 2005. Von 1992 bis 2003 stand ihm mit Lance A. Durden ein Acarologe von Weltrang als zweiter Kurator zur Seite.
Neben seiner Tätigkeit als Kurator hatte Keirans eine Professur am Institute of Arthropodology & Parasitology der Georgia Southern University inne.
Mit der Erstbeschreibung von Argas keiransi Estrada-Peña, Venzal & González-Acuña, 2003, einer an Chimangokarakaras (Phalcoboenus chimango) parasitierenden chilenischen Lederzecke, wurde Keirans für seine außerordentlichen Beiträge zur Taxonomie, Phylogenie und Ökologie der Zecken geehrt.
Keirans war verheiratet und hatte zwei Kinder. In seiner Freizeit beschäftigte er sich mit Kriminalromanen, meist jenen von John Dickson Carr, und hat dazu einige Artikel veröffentlicht.
Er starb am 31. Mai 2023 im Alter von 88 Jahren.

## Erstbeschreibungen (Auswahl)
- Amblyomma geochelone Durden, Keirans & Smith, 2002[8]
- Amblyomma glauerti Keirans, King & Sharrad, 1994[9]
- Amblyomma vikirri Keirans, Bull & Duffield, 1996[10]
- Bothriocroton Keirans, King & Sharrad, 1994[9]
- Bothriocroton glebopalma Keirans, King & Sharrad, 1994[9]
- Carios spheniscus (Hoogstraal, Wassef, Hays & Keirans, 1985)[11]
- Ixodes brewsterae Keirans, Clifford & Walker , 1982[12]
- Ixodes catherinei Keirans, Clifford & Walker , 1982[12]
- Ixodes corwini Keirans, Clifford & Walker , 1982[12]
- Ixodes dicei Keirans & Ajohda, 2003[13]
- Ixodes macfarlanei Keirans, Clifford & Walker , 1982[12]
- Ixodes matopi Spickett, Keirans, Norval & Clifford, 1981[14]
- Ixodes neitzi Clifford, Walker & Keirans, 1977[15]
- Ixodes zairensis Keirans, Clifford & Walker , 1982[12]

## Veröffentlichungen (Auswahl)
- James E. Keirans: The Mallophaga of New England Birds. Durham 1966 (unh.edu [PDF; 15,1 MB] Ph.D. thesis, University of New Hampshire).
- James E. Keirans: George Henry Falkiner Nuttall and the Nuttall Tick Catalogue (= United States Department of Agriculture, Agricultural Research Service Miscellaneous Publication. Nr. 1438). Government Printing Office, Washington D.C. 1985 (Digitalisat).
- Richard G. Robbins, James E. Keirans: Systematics and ecology of the subgenus Ixodiopsis (Acari: Ixodidae: Ixodes) (= Thomas Say Foundation monographs. Band 14). Entomological Society of America, College Park, Md. 1992, ISBN 0-938522-38-8.
- Lance A. Durden, James E. Keirans: Nymphs of the genus Ixodes (Acari: Ixodidae) of the United States: taxonomy, identification key, distribution, hosts, and medical/veterinary importance (= Thomas Say Foundation monographs). Entomological Society of America, Lanham, Md. 1996, ISBN 0-938522-57-4.
- Lance A. Durden, James E. Keirans: Host–Parasite Coextinction and the Plight of Tick Conservation. In: American Entomologist. Band 42, Nr. 2, 1996, S. 87–91, doi:10.1093/ae/42.2.87.
- Jane B. Walker, James E. Keirans, Ivan G. Horak: The Genus Rhipicephalus (Acari, Ixodidae). A Guide to the Brown Ticks of the World. Cambridge University Press, Cambridge 2000, ISBN 0-521-01977-X.